# Square Sédillot
Le square Sédillot est une voie du 7e arrondissement de Paris, en France.

## Situation et accès
Le square Sédillot est une voie située dans le 7e arrondissement de Paris. Il débute au 133, rue Saint-Dominique et se termine en impasse.

## Origine du nom

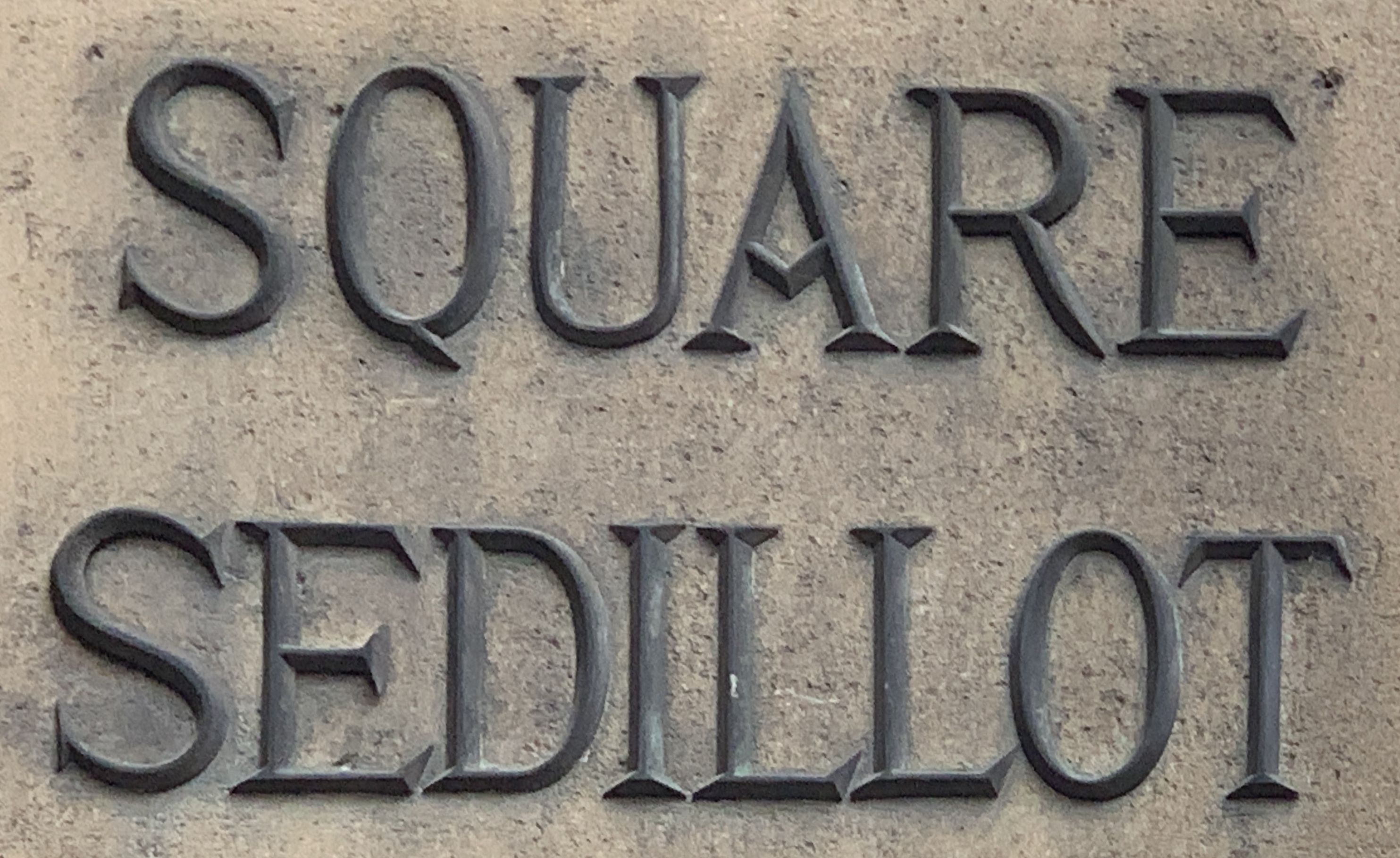
Plaque du square.

Il porte ce nom car elle est dans le voisinage de la rue Sédillot.

## Historique
Cette voie a pris sa dénomination en 1935.